# Lu Jing-Jing
Pour les articles homonymes, voir Lu.
Dans ce nom chinois, le nom de famille, Lu, précède le nom personnel.
Lu Jingjing (en chinois simplifié : 鲁 晶晶 ; pinyin : Lú Jīngjīng), née le 5 mai 1989 en Mongolie-Intérieure, est une joueuse de tennis chinoise, professionnelle depuis 2006.
Évoluant principalement sur le circuit ITF, elle y a remporté 4 titres en simple et 14 en double.
En 2016, elle remporte son premier titre en double sur le circuit WTA à Nanchang.

## Palmarès

### Titre en double dames
| No | Date       | Nom et lieu du tournoi        | Catégorie | Dotation  | Surface    | Partenaire | Finalistes                   | Score              |          |
| -- | ---------- | ----------------------------- | --------- | --------- | ---------- | ---------- | ---------------------------- | ------------------ | -------- |
| 1  | 01-08-2016 | Jiangxi Women's Open Nanchang | Intern'l  | 250 000 $ | Dur (ext.) | Liang Chen | Shuko Aoyama Makoto Ninomiya | 3-6, 7-62, [13-11] | Parcours |

### Finales en double dames
| No | Date       | Nom et lieu du tournoi  | Catégorie    | Dotation    | Surface    | Vainqueures               | Partenaire  | Score    |          |
| -- | ---------- | ----------------------- | ------------ | ----------- | ---------- | ------------------------- | ----------- | -------- | -------- |
| 1  | 31-10-2017 | WTA Elite Trophy Zhuhai | Elite Trophy | 2 280 935 $ | Dur (int.) | Duan Ying-Ying Han Xinyun | Zhang Shuai | 6-2, 6-1 | Parcours |
| 2  | 29-07-2018 | Jiangxi Open Nanchang   | Intern'l     | 226 750 $   | Dur (ext.) | Jiang Xinyu Tang Qianhui  | You Xiaodi  | 6-4, 6-4 | Parcours |

### Titre en double en WTA 125
| No | Date       | Nom et lieu du tournoi     | Catégorie | Dotation  | Surface    | Partenaire | Finalistes         | Score             |          |
| -- | ---------- | -------------------------- | --------- | --------- | ---------- | ---------- | ------------------ | ----------------- | -------- |
| 1  | 05-09-2017 | Dalian Women's Open Dalian | WTA 125   | 125 000 $ | Dur (ext.) | You Xiaodi | Guo Hanyu Ye Qiuyu | 7-62, 4-6, [10-5] | Parcours |

## Parcours en Grand Chelem

### En simple dames
| Année | Open d'Australie | Open d'Australie | Internationaux de France | Internationaux de France | Wimbledon | Wimbledon          | US Open | US Open              |
| ----- | ---------------- | ---------------- | ------------------------ | ------------------------ | --------- | ------------------ | ------- | -------------------- |
| 2008  | —                | —                | —                        | —                        | —         | —                  | Q1      | Tzipora Obziler      |
| 2009  | —                | —                | —                        | —                        | —         | —                  | Q1      | Bojana Jovanovski    |
|       |                  |                  |                          |                          |           |                    |         |                      |
| 2011  | —                | —                | —                        | —                        | —         | —                  | Q3      | Réka Luca Jani       |
| 2012  | Q1               | Hsieh Su-wei     | —                        | —                        | —         | —                  | —       | —                    |
|       |                  |                  |                          |                          |           |                    |         |                      |
| 2016  | —                | —                | —                        | —                        | —         | —                  | Q1      | Jovana Jakšić        |
| 2017  | —                | —                | —                        | —                        | —         | —                  | Q1      | Bernarda Pera        |
| 2018  | Q1               | Sara Errani      | Q1                       | Gabriella Taylor         | Q2        | Alexandra Dulgheru | Q1      | Veronika Kudermetova |

N.B. : à droite du résultat se trouve le nom de l'ultime adversaire.

## Classements WTA en fin de saison
| Année          | 2006 | 2007 | 2008 | 2009 | 2010 | 2011 | 2012 | 2013 | 2014 | 2015 | 2016 | 2017 | 2018 | 2019 | 2020 | 2021 | 2022 | 2023 | 2024 |
| Rang en simple | 420  | 335  | 247  | 201  | 246  | 214  | 703  | 816  | –    | 262  | 261  | 169  | 280  | 659  | 701  | –    | 666  | 913  | 792  |
| Rang en double | 443  | 206  | 165  | 145  | 154  | 194  | 556  | 922  | –    | 379  | 140  | 120  | 178  | 590  | 669  | –    | 536  | 1019 | 649  |

Source : (en) Classements de Lu Jing-Jing sur le site officiel de la Fédération internationale de tennis